# JaaBourBonz
JaaBourBonz（ジャアバーボンズ）は、日本の4人組ロックバンド。

## 概要
沖縄県出身。3ボーカルが特徴。
2002年、沖縄大学のサークルで出会い、バンドを結成。学生時代〜インディーズ時代は「バーボンズ」として活動。
後付けで「お酒ではなく音楽で酔ってほしい」という意味合いも込めている。
爽やかなハーモニーとキャッチーな楽曲に三線を取り入れ、1歳〜100歳までのファン層に愛されているオールマイティーバンド。
「いちゃりばちょーでー」(沖縄のことばで「一度会ったら皆兄弟」)をモットーに少しでも多くのお客さんに楽しんでもらいたいと全国を飛び回っている。
2011年、本田翼が出演するDyDoブレンドコーヒーCMソングに『誓うよ』が採用。全国活動を支えてくれた高知県へメンバー全員で6年間移住。田んぼで米作りも行いながら四国を中心に勢力的に活動。高知県観光特使に任命され、四国ではテレビとラジオのレギュラー番組もやっていた。
2014年2月よりDyDo「miu」シリーズ TV-CMソングに6年連続で抜擢される。
2014年「BLUE」
2015年「勝利の歌」
2017年「とべとべ!!」
2018年ミニアルバム「ジャパリンパック」の中から「HA-IYA」
2019年「SUNRISE」
2020年「SUNRISE」
2017年リリースミニアルバム『TreaJaa!!!!!』TSUTAYAデイリーアルバムランキング全国総合1位を獲得。四国・中国地方コンサートホールツアーも開催し大盛況におさめる。11月に倉木麻衣、加藤ミリヤ、大塚愛など豪華アーティストが出演する「沖縄ファミリーマート創立30周年MUSIC FES RACo 2017」に出演。2018年に5回目となる高知県民文化ホール・ オレンジで単独コンサートを行う。TVCMで中四国エリアにてフジ夏のキャンペーンソングに4年連続「SUNSHINE」が採用。2018年から徳島製粉「金ちゃんねぎらーめん」CMソングをかきおろし。同CMではメンバー全員が出演している。
愛し愛された高知を離れ、2019年5月より、東京を拠点に活動。「MONGOL800」のドラマー高里悟プロデュースのアルバム「チャレンジャア」を2020年4月22日に発売。
2020年6月28日に東京初ホールワンマンライブ「ハイサイ!わったーチャレンジャア!!!!!」が大手町三井ホールで行われる予定だったが、新型コロナウイルス予防・拡散防止の観点から2020年11月15日(SHIBUYA PLEASURE PLEASUREに会場変更)へ延期、開催された。
2021年、2011年10月1日にバンド名をバーボンズから「JaaBourBonz」(ジャアバーボンズ)に改名してから10年を迎える。
10周年記念アルバム「ジャアニバーサリー」(9/15リリース)
収録曲「春夏秋冬」が全国AMチャート2位となった。
10周年記念ツアー「ハイサイ!10歳!ありが10!!!!!!!!!!〜音返しツアー〜」
メンバーの故郷｢沖縄｣
6年間移住していた第2の故郷｢高知｣
新境地でのリベンジとなる｢東京｣
ホールライブを含むツアーが開催された。
10/2(土)高知文化プラザかるぽーと
※2022年4月23日(土)高知県立県民文化ホール グリーンホールに開催延期
11/12(金)沖縄output
12/5(日)東京大手町三井ホール

## メンバー
- TAKANO（1982年1月25日 O型 - ）[Vo]
沖縄県糸満市出身。趣味：手芸/映画鑑賞/速寝。スポーツは幼少の頃に剣道、柔道の経験を経て学生時代は合唱部。
作詞作曲担当。【KO-Gの兄。ゴツカワ系】

- YASU（1983年3月30日 B型 - ）[Vo]
東京都板橋区出身。大学卒業後は福祉の仕事(デイサービス)をしていた。趣味は野球(元高校球児、二松學舍大学附属高等学校)、飲み会。
東京生まれの野球育ち。
メンバーで唯一沖縄出身ではないが母親が沖縄県宮古島出身である。高校卒業後、大学進学のため沖縄へ。
作詞作曲担当。【体育会系、台本、アイディアマン】

- 志門（1985年6月6日 O型 - ）[Gt/Vo]
沖縄県宮古島出身。趣味は晩酌・ドライブ・Drum。大喜利が得意。メインボーカルの曲も多い。作詞作曲担当【ビジネス破天荒】

### 活動休止中のメンバー
- 大湾（1981年7月23日 A型 - ）[Ba]
沖縄県糸満市出身。アコースティック編成の時はカホンを叩いている。趣味：釣り/ボクシング/動画編集/テーマパーク【酒アレルギー。JBBの不思議人】

2023年2月5日「ハイサイ！爛漫！ジャアイランド！」高知公演をもって、活動休止。(医療系の道へ進むため)

### 元メンバー
- CHINA［Dr］2015年2月脱退
- KO-G（1985年5月9日 O型 - ）[Gt/三線/プログラミング]
沖縄県石垣島出身。趣味は食べ歩き/パソコン。楽曲制作、編曲担当。【TAKANOは実兄】

2021年9月末、卒業。裏方としてサポートをしている。

## ディスコグラフィ

### シングル(インディーズ)
※すべてバーボンズ名義
|     | 発売日        | タイトル           | 規格             | 規格品番  |
| --- | ------------- | ------------------ | ---------------- | --------- |
| 1st | 2007年3月4日  | 放課後             | 12cmCD           | 179-LDKCD |
| 2nd | 2007年7月24日 | FRIDAY NIGHT FEVER | 12cmCD           | 186-LDKCD |
| 3rd | 2008年10月7日 | autumn             | 12cmCD           | 201-LDKCD |
| 4th | 2008年12月9日 | 雪国               | 12cmCD           | 207-LDKCD |
| 5th | 2009年2月17日 | 絆                 | 12cmCD           | 210-LDKCD |
| 6th | 2010年12月3日 | 乾杯               | 配信限定シングル | －        |

### シングル(メジャー)
|     | 発売日         | タイトル | 規格   | 規格品番   |
| --- | -------------- | -------- | ------ | ---------- |
| 1st | 2011年12月14日 | 誓うよ   | 12cmCD | YCCW-30028 |

誓うよ
1. 誓うよ
2. ありがとう絆
3. 誓うよ(オリジナル・カラオケ)
4. ありがとう絆(オリジナル・カラオケ)

### アルバム(インディーズ)
※すべてバーボンズ名義
|     | 発売日         | タイトル    | 規格   | 規格品番  |
| --- | -------------- | ----------- | ------ | --------- |
| 1st | 2008年7月22日  | BOMBER LAND | 12cmCD | 198-LDKCD |
| 2nd | 2009年11月24日 | 年中無休    | 12cmCD | 216-LDKCD |

### アルバム(メジャー)
|     | 発売日        | タイトル           | 規格   | 規格品番                                    |
| --- | ------------- | ------------------ | ------ | ------------------------------------------- |
| 1st | 2012年1月18日 | JaaLBUM 01         | 12cmCD | YCCW-10165〜6                               |
| 2nd | 2014年6月4日  | JaaLBUM 02         | 12cmCD | YCCW-10233/B【初回盤】 YCCW-10234【通常盤】 |
| 3rd | 2020年4月22日 | チャレンジャア     | 12cmCD | FLH-43                                      |
| 4th | 2021年9月15日 | ジャアニバーサリー | 12cmCD | FLH-45                                      |

JaaLBUM 01
1. 誓うよ
2. Say Yeah!
3. 冬に咲く向日葵
4. ありがとう絆（アルバムヴァージョン）
5. Dancing Queen
6. 虜ロール
7. 島レゲ
8. あなたのこと
9. ビジョン
10. お疲れ様でした！

JaaLBUM 02
1. BLUE
2. バンザイ
3. Freedom
4. 島心～しまぐくる～
5. 愛しい人よ
6. 君にエール
7. HUG ＆ PEACE ～世界を救え～
8. まるごとぉ
9. あばよ
10. 今唄えること
11. 翼君ユメゾラ【通常盤】のみ収録

チャレンジャア
1. SUNRISE Album Ver. （DyDo miuのCMソング）
2. アドベンチャー （四国放送「ゴジカル」エンディングテーマ ）
3. 解き放て
4. Inochi
5. 12支
6. フレー!フレー!
7. YOU&I -歪んだ愛-
8. 青
9. ふたりぼっち
10. 空の彼方へ（QAB めざせ甲子園「夏のそのサキ」コーナーテーマ曲）

ボーナストラック 金ちゃんねぎらーめん（徳島製粉「金ちゃんねぎらーめん」でっかいねぎ篇 TVCMソング）
ジャアニバーサリー
1. アイト
2. Take a step!
3. 明日天気になーれ
4. 春夏秋冬
5. コハク
6. パタカ
7. 恋
8. 約束
9. 幸せになれよ
10. 共
11. キラキラポイント(YouTube「ヤマラッピちゃんねる」挿入歌)

### ミニアルバム(メジャー)
|     | 発売日         | タイトル               | 規格   | 規格品番 |
| --- | -------------- | ---------------------- | ------ | -------- |
| 1st | 2018年7月11日  | ジャパリンピック〜夏〜 | 12cmCD | JBBB-001 |
| 2nd | 2022年10月19日 | ジャアイランド         | 12cmCD | FLH-46   |

ジャパリンピック〜夏〜
1. OPENING
2. ジュワァァァァ
3. HA-IYA
4. 縁JOY!!!!!
5. THE BURN↑

ジャアイランド
1. 爛漫（株式会社タケナカ「室戸301 バランスウォーター」CM ソング）
2. イメージノミライヘ(高知けいりん 第38回 読売新聞社杯 全日本選抜競輪PVソング)
3. ガジュマルの樹の下で
4. 幸せのかけら
5. RainBow（ドラマ「龍青神ブルーヴ」テーマソング）
6. 手の鳴る方へ（テレビ西日本「とべとべホークス」テーマソング）

### オムニバスCD
BEGIN(ビギン)20周年トリビュートアルバム「BEGIN 20th ANNIVERSARYSPECIAL TRIBUTE ALBUM」『かりゆしの夜』(2011年)
バーボンズ名義で参加

### TSUTAYA限定シングル
2015/10/31リリース
ハシャゲ！サケベ！「マンマミーア」
［収録曲］
01. マンマミーア
02. DoでもWe!!
03. Sing & Dance
04. HAPPY
2015/11/4リリース
ダイドーmiu CMソング
「勝利の歌」
［収録曲］
01. 勝利の歌
02. きっと未来
03. ハンドパナー
04. 勝利の歌（カラオケ）
05. きっと未来（カラオケ）
06. ハンドパナー（カラオケ）

### 配信限定リリース
- 2020年9月2日(水)

【島心 Shimagukuru〜HULA〜ver.】
ライブで定番のバラードとなっている故郷を歌った曲。今までエイサー団体とのコラボレーションをよくやっていました。 とある日、フランダンスを習い始めたメンバー大湾の妹から連絡があり「【島心】をフラダンスで踊りたいんだけどHULAバージョンで作ってくれないかな？」 それをきっかけに楽器の音色やテンポ感などを編曲して今回リリースすることになりました。 「島心」という曲には何か不思議な可能性が秘められていると思います。地球の反対側のペルーで「島心」歌われていたり。 ぜひ世界中のたくさんの人に聴いてもらいたいです。フラダンス、エイサー、他にもコラボしやすい曲だと思います♪ 大湾 
- 2020年9月16日(水)

【手洗いうがいおまじない】
今のこの状況だからこそ、こどもから高齢者まで明るく踊れて感染予防にも役立つような一曲になったらいいなと。
自然と口ずさみながらあの平穏な日々を取り戻せるように笑顔で毎日手洗いうがいでおまじないしよう！
YASU
- 2020年10月21日(水)2曲同時配信リリース

【共】
2020年、まさかこんな年になるなんて誰が想像したでしょうか? 当たり前のことが当たり前じゃなくなり、でもその中で気 づけたこともたくさんある。 そういう状況でも共に生きようという思いから作った曲。志門 
【明日天気になーれ！】
生きてれば嫌な事だったり大変な事もあるけど、そのマイナス部分も少しでも楽しめたり好きになれたら良いな。そしていつかは必ず晴れるから大丈夫だよというメッセージの応援歌。YASU 
- 4ヶ月連続配信リリース(全曲ＭＶ作成)

第一弾 2021年5月12日(水)リリース
【アイト】
当たり前のように過ごしていた毎日に実は沢山の愛がちりばめられていたんだと気づいて書いた曲。こんな時だからこそ沢山の愛をもらっている事を思い出してもらいたい。アイト =ite( 宝石などに良く使われる石という意味 ) アイトはまだ未完成の自分。自分 1 人ではただの石だけど、あなたがいることで宝石みたいに輝かせてくれる。という意味が込められています。TAKANO 
【幸せになれよ】
学生時代からの親友が結婚する時に書き下ろした曲。親友だからこそのまっすぐな言葉、想いを歌詞にして新たな門出から進む 2 人の幸せを願う応援ウェディングソング。 コロナ禍で結婚式も延期や中止などのニュースも耳に入ってきましたが、そんな時だからこそ喜び合える、ハッピーな気持ちになれる曲が必要と思いました。皆さん幸せになれよ。YASU
第二弾 2021年6月16日(水)リリース
【コハク】
二人で見ていた景色も独りぼっちで見ると違って見える。 「コハク」は離れ離れになった男女の恋愛を女性目線で描いた曲。 男性目線の前作「アイト」と同じ物語の中にあり、お互いを想い合っているはずなのにすれ違う部分を、相反する、朝と夜、太陽と月のイメージで書きました。 「アイト」と同じフレーズ「そばに感じてる」とリンクして、最後に「愛と」で終わることでまた二つが繋がっていきます。作詞TAKANO/作曲志門
第三弾 2021年7月14日(水)リリース
【Take a step!】
頑張るOLに向けた応援ソング。仕事して失敗して恋して失敗して...そんな誰にでもあるような生活を実際色んな方に聞きながら書きました。うまくいかない事もいっぱいあるけど「Take a step!」を聴いてモヤモヤした気持ちを脱ぎ捨ててもらいたい。そんな君のことを皆は大好きになる！TAKANO 
第四弾 2021年8月11日(水)リリース
【恋】
今回は「夏」+「恋」をテーマに、 何故か、男性バンドのジャアバーボンズが、 ” 片想いの女の子の恋” を歌ったキュンソング?! 目を閉じてお聴きください。

## 出演/掲載

### 新聞
高知新聞 読もっかこども高知新聞「おなやみメンソーレ」(こどもの日常の悩みに答える)「ジャアバーボンズ美らさん高知」毎月連載(2013〜2018年)

### CM・タイアップ
- ダイドーダイドーブレンドコーヒーCM(本田翼出演)ソングに『誓うよ』(2011年)
- ダイドー「ダイドードリンコmiu」CMソング『BLUE』小芝風花(2014年)『勝利の歌』(2015年)『威風堂々』(2016 年)『とべとべ!!』三戸なつめ出演(2017年)◆賀来賢人出演(2018年)『HA-IYA』◆清野菜名出演『SUNRISE』(2019年、2020年)
- 徳島製粉 「金ちゃんネギラーメン 〜でっかいねぎ篇〜」[1]
- QAB琉球朝日放送『2019速報！めざせ甲子園！夏のそのサキ』コーナーテーマ曲「空の彼方へ」(2019年)
- 徳島製粉「金ちゃんヌードル(しお・カレー)」CMに出演。
- 関西テレビ「モモコOH!ソレ!み〜よ!」エンディング曲に『とべとべ!!』(2017年)
- LPGA(一般社団法人日本女子プロゴルフ協会)うどん県レディース金陵杯 CM ソングに『勝利の歌』(2016年)
- とちぎテレビ「2015 とちテレ夏高校野球栃木大会」テーマソングに『SKY HIGH』(2015 年)
- テレビ高知45周年テーマソングに『きっと未来(あした)』が採用(2015年～)
- 高知県東部地域博覧会(高知家・まるごと東部博)応援隊に任命、イメージソングに『Happy』(2015年)
- クオレ株式会社 ブランディング CM曲『君にエールを』 (2013年)
- 沖縄コカ・コーラ ジョージア キャンペーンCM 曲に『乾杯』が採用(2010 年)
- 久米島の久米仙カップ泡盛13度のCMに「リズムサーフィン」が採用

### 映画
- 琉神マブヤーTHE MOVIE 七つのマブイ（2011年） - アマン役(YASU)、クマン役(TAKANO)

### テレビ
- ゴジカル!!（四国放送）[2]
- ベリッシモ＆ジャアバーボンズ. とってもベリッツノ！（高知さんさんテレビ）[3]
- 「JNN ふるさと紀行」にYASUとTAKANOがナビゲーターで出演(2013年・2014年)
- 高知さんさんテレビ「おちゃま Liveさんスタ!」準レギュラー出演(2015年〜2019年)
- 四国放送「ゴジカル!」 レギュラー出演(2016年〜2019年)
- 四国放送ラジオ「となりラジオ」レギュラー出演(2016年〜2019年)
- シルク・ドゥ・ソレイユ日本公演作品「ダイハツ キュリオス」大阪公演PR隊に高知県代表として任命(2018年)
- サントリー「ペプシJコーラ」キャンペーン中国・四国エリアパートナー応援メンバーとして「よさこい」に出演(2018年)
- 高知放送「とびだせ!!高知ヘルプマン!」にYASUがナビゲーターとしてレギュラー出演(2013年)
- 高知さんさんテレビ レギュラー番組「頑張ってちばりよ〜!」情報番組(2013年〜2014年)
- TOKYO MX「音ボケPOPS」(2020年7月25日)
- テレビ埼玉「ミュージックHEAVEN」(2020年10月26日)
- 香南ケーブルテレビ「マチの出来事」(2021年7月31日～8月6日)
- テレビ高知「高知に元気を届けるテレビ」生出演(2021年8月11日)
- 高知さんさんテレビ「エンタメ情報」(2021年9月11日17:55～)

### ラジオ
- ジャアバーボンズのそれ!それ!めんそ～れ!!FM徳島（特番や期間限定番組として放送後、2020年10月より第1・3金曜21:00 - 21:30でレギュラー放送）
- FM徳島「 DJ タカタカのラジオビンビンタイム!」ボーカルTAKANOがお送りする2週間限定ショートスペシャルプログラムコーナー!!

放送日時 7/26（月）～7/29（木）、8/2（月）～8/5（木）
- インディーズ アーティストコーナーFM沖縄
- 2019/11/19～25｢FamilyMart ミックフファム with your voice｣オンエア曲に｢とべとべ｣起用
- FM NACK5パワーセレクション NEWアルバム「チャレンジャア」収録曲「Inochi」
- FM NACK5パワーセレクション「アイト」
- FM NACK5パワーセレクション「恋」
- FM徳島パワープレイ「春夏秋冬」
- 文化放送2021年9月プラスチューン「春夏秋冬」
- 2021年ニッポン放送「オールナイトニッポン」プッシュ曲「春夏秋冬」
- 2021年RBCiラジオ「MUSIC SHOWER Plus＋」9月シャワープッシュ